# Salt Tank
Salt Tank ist ein britisches Trance-Projekt bestehend aus den Musikproduzenten David Gates und Malcolm Stanners. Später stieß noch Andy Rose für ihre Live-Auftritte dazu.

## Karriere
Das Musikprojekt Salt Tank wurde 1991 in London gegründet. Ihre erste Single „Ease the Pressure“ erschien noch im gleichen Jahr. 1993 kamen sie beim Musiklabel Internal Records unter Vertrag. Im folgenden Jahr veröffentlichten sie ihr Debütalbum Laguna Calorado.
Den größten Erfolg erzielte das Projekt 1996 mit der Single „Eugina“, die Platz 40 in den britischen Singlecharts erreichte. In der Folge wurden auch mehrere erfolgreiche Remixe produziert, unter anderem von Paul van Dyk, Chakra und Chicane.
Mit dem eigens dafür verpflichteten Andy Rose hatte Salt Tank nun mehrere Live-Auftritte auf Festivals wie dem Glastonbury Festival oder Dance Valley. Als erst vierte Band traten sie im bekannten Club Cream in Liverpool auf (nach The Chemical Brothers, Daft Punk und Underworld).
Im Jahr 1999 erschien mit „Dimension“ die erste Single auf dem Label Hooj Choons. Diese platzierte sich wiederum in den UK-Singlecharts und erreicht Platz 52.
Nach der Single „The Energy“ war es mehrere Jahre ruhig um das Projekt, bis 2009 die neue Single L.e.d. erschien. 2010 erschien die Single „Leaving Town“ auf Ferry Corstens Label Flashover Recordings.

## Diskografie

### Alben
- 1994: Laguna Calorado
- 1996: Science & Nature
- 1997: Wavebreaks
- 2000: The 4th Way

### Singles
- 1991: Ease the Pressure
- 1994: Gaza Strip
- 1994: Peel Session
- 1996: Eugina
- 1996: Swell
- 1997: Wave Intruder
- 1998: Angels Landing
- 1999: Dimension
- 2000: Eugina [2000]
- 2001: The Energy
- 2009: L.e.d.
- 2010: Leaving Town

### Remixe
- 1996: Paul van Dyk – Beautiful Place
- 1997: Chakra – Home
- 1997: Chicane – Offshore '97
- 1997: Paul van Dyk – Seven Ways
- 1998: Duran Duran – Girls on Film